# Marianus IV van Arborea
Marianus IV van Arborea, Marianu in het Sardijns, Marainus in het Latijn en Marià in het Catalaans (Oristano, 1319 – aldaar, 1375), was van 1347 tot aan zijn overlijden giudice, rechter, van Arborea. Arborea was een van de vier giudicati (provincies) van Sardinië binnen het gelijknamige koninkrijk.
Hij stamde uit de familie De Serra Bas en was de tweede zoon van de Sardijnse rechter Hugo II en van Benedetta. Hij zette het culturele en politieke erfgoed van zijn vader voort en versterkte het met als doel de autonomie en onafhankelijkheid van de provincie te behouden. Dit wist hij uiteindelijk uit te breiden tot heel Sardinië. Hij wordt beschouwd als een van de belangrijkste personen uit de veertiende eeuw van Sardinië en hij heeft bijgedragen aan de ontwikkeling van de landbouwsector van het eiland dankzij de afkondiging van de Codice rurale (landbouwwet), een wetswijziging die vervolgens door zijn dochter Eleonora werd opgenomen in de Carta de Logu.
Hij was ook een rijke mecenas. Beroemde beeldhouwers en schilders uit die periode, waaronder de beroemde Nino Pisano, waren verbonden aan zijn hof.

## Biografie

### Familie
Marianus werd in 1319 geboren als de tweede zoon van Benedetta en van Hugo II, die rechter van Arborea was. Zijn vader was de zoon van rechter Marianus III van Arborea en diens concubine Padulesa de Serra. Begin twintigste eeuw waren de meeste historici echter van mening dat zijn vader een cadet was van Marianus II. Marianus II was een zoon van Peter II en van een zekere Sardinia en hij werd beschouwd als een van de belangrijkste vorsten van Arborea; zo was hij getrouwd met een achterkleindochter van keizer Frederik II van Zwaben. Peter II was op zijn beurt weer de zoon van Hugo I, die als zoon van burggraaf Poncio de Cervera en van Sinispella van Arborea, dochter van Barisone I koning van Sardinië, die stamvader was van de familie De Serra Bas.

De 'giudicati' van Sardinië

### Kinderjaren en jeugd
In 1323 had Hugo II aan koning Jacobus II de Rechtvaardige gevraagd deel te nemen aan de oorlog tegen de Republiek Pisa met als doel hen van het eiland te verjagen. In datzelfde jaar was een gezantschap uit Arborea onder leiding van de aartsbisschop Guido Cattaneo naar Avignon gekomen om een verdrag te sluiten met Aragón. Hierin stond dat de autonomie van de giudicato (provincie) Arborea werd erkend op voorwaarde dat de rechter een jaarlijks bedrag van drieduizend gouden florijnen uit Florence aan de Catalanen zou betalen. Er ontstond dus een tegenstrijdige situatie: Arborea beschouwde de koning van Aragón als bondgenoot, maar diezelfde koning behandelde de De Serra Bas als vazallen die aan hem onderworpen moesten worden, zij het met behoud van een zekere mate van autonomie. Beiden hadden een verschillende visie op macht, wat bijdroeg aan de controverse. Het Aragonese koningshuis was opgezet volgens het Europese feodale leenstelsel, terwijl er op Sardinië nooit sprake was geweest van feodalisme. De rechters erkenden het dus niet, sterker nog, ze beschouwden zich niet als onderdanen van de Catalaanse vorst.
Aanvankelijk onderwierp Hugo II zich aan de feodale eisen die Jacobus II als voorwaarde voor een alliantie had gesteld, maar dit was slechts een manier om een onmiddellijke oorlog te vermijden.
De koningen van Aragón, van Jacobus II tot Alfons IV en daarna Peter IV, probeerden op verschillende manieren om Arborea als bondgenoot te behouden en aan zich te binden door de rechter en zijn zonen meerdere privileges toe te kennen en door huwelijken met hen te sluiten. Ze lieten hen aan het hof verblijven en gaven hen diverse baronale titels. De kinderen van de rechter van Arborea werden tijdens de plechtigheden aan het hof in rang vlak achter de kinderen van de Aragonezen geplaatst. Maar deze concessies waren niet voldoende om van de De Serra Bas riccos homines te maken, d.w.z. vazalbaronnen van de Aragonese koning. De kinderen van de rechter hadden aan het hof van Barcelona overigens ook geen enkele titel, want voor de rechter zou elke adellijke titel inferieur zijn geweest aan die van de rechter zelf. Ondanks deze verschillen in inzicht, waren de banden, zelfs de familiebanden, tussen de Aragonezen en de rechter van Arborea aanzienlijk. Zo was ook Marianus IV van Arborea, conform de wensen van zijn vader Hugo, opgevoed aan het hof van koning Alfons IV.
In het jaar 1335 werd Marianus ziek tijdens de onderhandelingen omtrent zijn huwelijk en dreigde te sterven. Hij was op dat moment nog in Barcelona. Na toestemming te hebben gekregen van de koning van Aragón, stuurde rechter Hugo zijn persoonlijke arts Grazia Orlandi naar Catalonië, en die wist Marianus te genezen. Op 5 april van datzelfde jaar stierf Hugo echter.
Marianus was actief betrokken bij de kroning van de zoon van Alfons IV, Peter IV van Aragón in 1336 en trad kort daarop in de Catalaanse stad in het huwelijk met Timbora van Roccaberti (dochter van de Burggraaf Dalmazio). Ze kregen samen vier kinderen: Hugo, Beatrice, Eleonora en een meisje dat al vroeg stierf.

### Graaf van Marmilla en van Goceano
In 1339 kreeg donnikellu (een term die werd gebruikt voor de naaste verwanten van de rechter van Arborea, meestal zijn erfgenamen) Marianus van Peter van Aragón de titel graaf van Marmilla en van Goceano (een gebied dat de curatorschappen van Dore omvatte met de plaatsen Orotelli, Nuoro, Ottana, Sarule en Anela). Dit betekende dat de toekomstige rechter een vazal werd van de Aragonese koning van Sardinië en Corsica. Deze verhouding kwam ook tot uiting in het wapen van Marianus: boven de vertakte boom met wortels werden de Catalaanse palen afgebeeld.
Als graaf van Goceano - hij was op dat moment nog geen rechter- deed Marianus een politiek gezien slimme zet door het dorp Castel di Goceano, dat toen Burgos heette (su Burgu in het Sardijns) weer van bewoners te voorzien. Ook herstelde hij het oude kasteel, om de noordelijke grens van de provincie te verdedigen. Hij stimuleerde de landbouw in de gebieden die onder zijn graafschap vielen. Door de oorlogen tegen Pisa verkeerde de provincie in een crisis, maar het stimuleringsbeleid zorgde voor een economisch herstel. In deze periode vaardigde Marianus een eerste reeks geschreven juridische normen uit die vooral de fokkerij en de landbouw reguleerden, om zo de productiviteit te verbeteren. Een gedeelte van deze normen vielen al onder het strafrecht. Vervolgens ontwikkelden deze voorschriften zich tot de Carta de Logu, het corpus van de wet. Het tot stand komen van de Carta de Logu wordt, vaak ten onrechte, toegeschreven aan zijn dochter Eleonora die het alleen liet bijwerken zoals haar broer Hugo III had gedaan.

### Rechter van Arborea
In 1347, na het overlijden van zijn broer Peter III, werd Marianus door de Corona de Logu (Kroon van het Rijk) tot rechter van Arborea uitgeroepen. In het begin van zijn regeerperiode toonde hij echter weinig interesse in de politieke gebeurtenissen op het eiland.

#### De oorlog tussen Sardinië en Catalonië
In datzelfde jaar 1347 verzochten de mannelijke telgen van de adellijke familie Doria - Nicolò, Giovanni, Antonio en Matteo - koning Peter IV van Aragón om teruggave van de kastelen van Bonuighinu en Ardara. Deze kastelen waren na een opstand in beslag genomen. Ook vroegen ze handelsprivileges voor de steden waarover ze heersten: Castelgenovese, tegenwoordig Castelsardo, en Alghero. Als tegenprestatie beloofden zij de kroon trouw te dienen als vazallen en ervoor te zorgen dat de koning de kastelen van Osilo en Capula weer in bezit kon nemen. Volgens de Doria’s waren deze landgoederen in handen van de rebellen, maar in werkelijkheid hadden zij de kastelen zelf bezet. De koning stemde in, maar verleende de Doria’s geen privileges voor Castelgenovese en Alghero, omdat hij over deze steden zelf wou heersen. De Doria’s waren ontevreden over dit resultaat en riepen soldaten en huurlingen bijeen nabij de stad Sassari, dat van de Aragonezen de status van stad met een directe koninklijke jurisdictie had gekregen.
De koning stuurde een leger onder leiding van Hugo de Cervellon naar Sassari. In de tussentijd vertrokken driehonderd kruisboogschutters onder leiding van Gherardus de Cervellon, zoon van de gouverneur-generaal Willem, vanuit Cagliari richting Sassari om zich bij de mars van Hugo te voegen. Rechter Marianus liet deze troepen begeleiden door een kleine groep militieleden uit Oristano en adviseerde Cervellon om een directe confrontatie te vermijden. Maar toen de mannen de bergpas van Aidu en Turdu bereikten, werden ze volledig omsingeld door de soldaten van de Doria’s en in plaats van de strijd uit de weg te gaan, gaf Cervellon het bevel aan te vallen. Hierdoor werd een bloedbad aangericht onder hun troepen. Ook Gherardus sneuvelde. De rechter stuurde vervolgens een groep militieleden die, na hulp te hebben geboden aan de overlevenden, het beleg van de strijdkrachten van de Doria’s neersloeg.
In 1349 werd er een wapenstilstand bereikt waarna de koning, volgens de historicus Raimondo Carta Raspi, verdeeldheid probeerde te zaaien tussen de Arborea door aan sommigen van hen lenen toe te kennen in ruil voor de stad Alghero. Maar niet alle Doria’s waren bereid de stad aan de koning over te laten en vroegen daarom in 1351 Genua om hulp bij een mogelijke aanval tegen de Aragonezen. Terwijl Marianus in een fel conflict met zijn broer Johannes was verwikkeld, organiseerde de koning een grote expeditie met als doel de inname van Alghero. De vloot die de manschappen moest vervoeren bestond uit vijfenveertig galeien en vijf grote vrachtschepen. Vanuit Cagliari voegden zich twintig galeien uit Venetië bij de expeditie. In de Slag van Porto Conte op 27 augustus 1353 versloeg admiraal Bernat de Cabrera, hoofd van het Catalaans-Venetiaanse leger, de vloot uit Genua en dwong de Algherezen zich over te geven. Daags na de inname van de stad werd Fabiano Rosso Doria, een van de meest fanatieke verdedigers van Alghero, door De Cabrera terechtgesteld zonder enige vorm van proces.
Daarop stuurde De Cabrera een bode naar Oristano met een bevel voor Marianus om naar Alghero te komen om rekenschap af te leggen over zijn besluit de Doria’s niet aan te vallen. De rechter ging niet persoonlijk, maar stuurde begin september zijn vrouw Timbora, een nicht van de admiraal De Cabrera, onder begeleiding van een kleine gewapende escorte. Maar tijdens haar ontmoeting met de admiraal arriveerden drie ruiters uit Cagliari die gestuurd waren door de gouverneur-generaal om de admiraal te ontmoedigen verder te onderhandelen met Timbora. De rechter was namelijk de steden met een koninklijke jurisdictie binnengevallen en hij was op dat moment begonnen aan de bestorming van de stad Sanluri.
De vijftiende-eeuwse historicus Geronimo Zurita vermeldt in zijn werk Annalen van de Kroon van Aragón (Annali della Corona d’Aragona) een citaat van Timbora op het moment dat de admiraal door de ruiters op de hoogte werd gebracht van de militaire manoeuvres van de rechter:
"Ruiters, is het niet genoeg dat jullie deze boodschap komen brengen? Maar ik beloof jullie plechtig, dat zij die Mossèn Bernat de boodschap hebben gegeven, de eersten zullen zijn die zullen huilen en het zal niet lang duren eer jullie het zullen merken."
Marianus voerde nu dus oorlog tegen de Catalanen, en nadat zijn bevelhebbers Azzone da Buquis en Cino de Zori in de stad Decimomannu Gherardus van Gherardesca gevangen hadden genomen, begaf hij zich richting Noord-Sardinië, naar Alghero. Het lukte hem de stad in te nemen, waar ondertussen de bewoners tegen de Catalanen in opstand waren gekomen. Vlak voor zijn vertrek liet de rechter twee Sardijnse mannen ophangen, omdat zij de menigte hadden opgestookt om de gevangenis te bestormen waar tweeënveertig Catalanen zaten opgesloten.
Peter IV, die de ernst van de situatie inzag, organiseerde in 1354 een expeditie van bijna twaalfduizend mannen om Alghero te heroveren en de rechter te onderwerpen. Als aanvoerders dienden onder andere Peter de Xèrica (getrouwd met Bonaventura, de zus van Marianus), Johannes van Grailly en een Duitse hertog. Deze expeditie liep op niets uit, en na ruim zeven maanden werd er een wapenstilstand bereikt en in 1355 werd in Sanluri vrede gesloten.
Tijdens deze periode van vrede die tien jaar duurde, lukte het Marianus zich zo te reorganiseren dat hij de oorlog op een later tijdstip weer voort kon zetten. Dankzij het huwelijk van zijn zoon Hugo met de oudste dochter van Johannes van Vico en het huwelijk van zijn dochter Beatrice met Aimeric VI, Burggraaf van Narbonne en toekomstige Admiraal van Frankrijk, kreeg hij er belangrijke en invloedrijke bondgenoten bij. Aan het begin van dit decennium werd er tevens onderhandeld over een huwelijk tussen een van de dochters van Marianus en de toekomstige koning Peter II van Cyprus. Twee documenten die over dit onderwerp gaan uit 1362 en 1370 zijn getuigenverklaringen in het strafrechtelijk proces tegen de Arborea (Proceso contra los Arborea), dat aanhangig werd gemaakt door Peter IV van Aragón en dat werd afgesloten in 1393 tijdens de heerschappij van Johannes I. Tegenwoordig wordt Beatrice als de verloofde beschouwd, ook al werd lange tijd gedacht dat Eleonora de aanstaande bruid was, aangezien Beatrice in 1370 reeds getrouwd was.
In 1365 werden de vijandelijkheden hervat, dit keer met de goedkeuring van Paus Urbanus V. Volgens de historicus Raimondo Carta Raspi besloot men hiertoe door de eis dat de Aragonezen, en dus Peter IV, een bijdrage zouden leveren in het conflict. Nu echter kan de koning niet zelf naar Sardinië komen om de Arborea te verslaan, want de Catalanen waren op het thuisfront in een oorlog verwikkeld met Peter I van Castilië. De bijdrage bleef beperkt tot een enkele compagnie. Dit terwijl de rechter opnieuw Cagliari belegerde, Villa di Chiesa (de huidige stad Iglesias) innam en reeds de baas speelde op het hele eiland.
Pas na het einde van de oorlog tegen Castilië wist de koning van Aragón voldoende manschappen te verzamelen om tegenstand te kunnen bieden aan de rechter. In 1368 stuurde koning Peter een expeditie onder leiding van Pedro Martinez de Luna, de echtgenoot van een nicht van Marianus, Elfa de Xèrica. Martinez voerde zijn leger tot aan de stadsmuren van Oristano en bestormde de stad. Het Catalaans-Aragonese leger dat in de rug geen bescherming had, werd echter omsingeld tijdens een gezamenlijke aanval van Marianus en zijn zoon Hugo, waarbij Martinez tijdens de veldslag werd vermoord.
In 1370 nam Marianus Sassari in en in hetzelfde jaar arriveerde een gezantschap van Marianus in Avignon, omdat enkele kardinalen de Paus hadden verzocht de ‘ruzie’ tussen Marianus en de koning van Aragón te beslechten. De afgezanten uit Arborea verwierpen alle voorstellen van territoriale concessies, ondanks de herhaaldelijke druk van de Aragonese vicekanselier Francesco Roma. De Arborea eisten dat alle grond en landgoederen op het eiland die eigendom waren van de Kerk, aan Marianus in leen werden gegeven. Daarnaast onderhield Marianus contacten met belangrijke en invloedrijke personen uit die tijd, zoals Catherina van Siena, aan wie hij de belofte had gedaan deel te nemen aan een kruistocht naar het Heilige Land.

### Overlijden
Marianus kreeg niet de kans zijn ambities te verwezenlijken, vermoedelijk door het uitbreken van de pest. Er is een tijdlang discussie gevoerd over de precieze datum van zijn overlijden. De historici Francesco Cesare Casula, Raimondo Carta Raspi en de schrijfster Bianca Pitzorno plaatsten zijn overlijden in de zomermaanden van 1376. Dankzij een gevonden brief van de koning van Aragón gedateerd 1 juni 1375, was het echter mogelijk met zekerheid vast te stellen dat hij in juni van datzelfde jaar overleed.

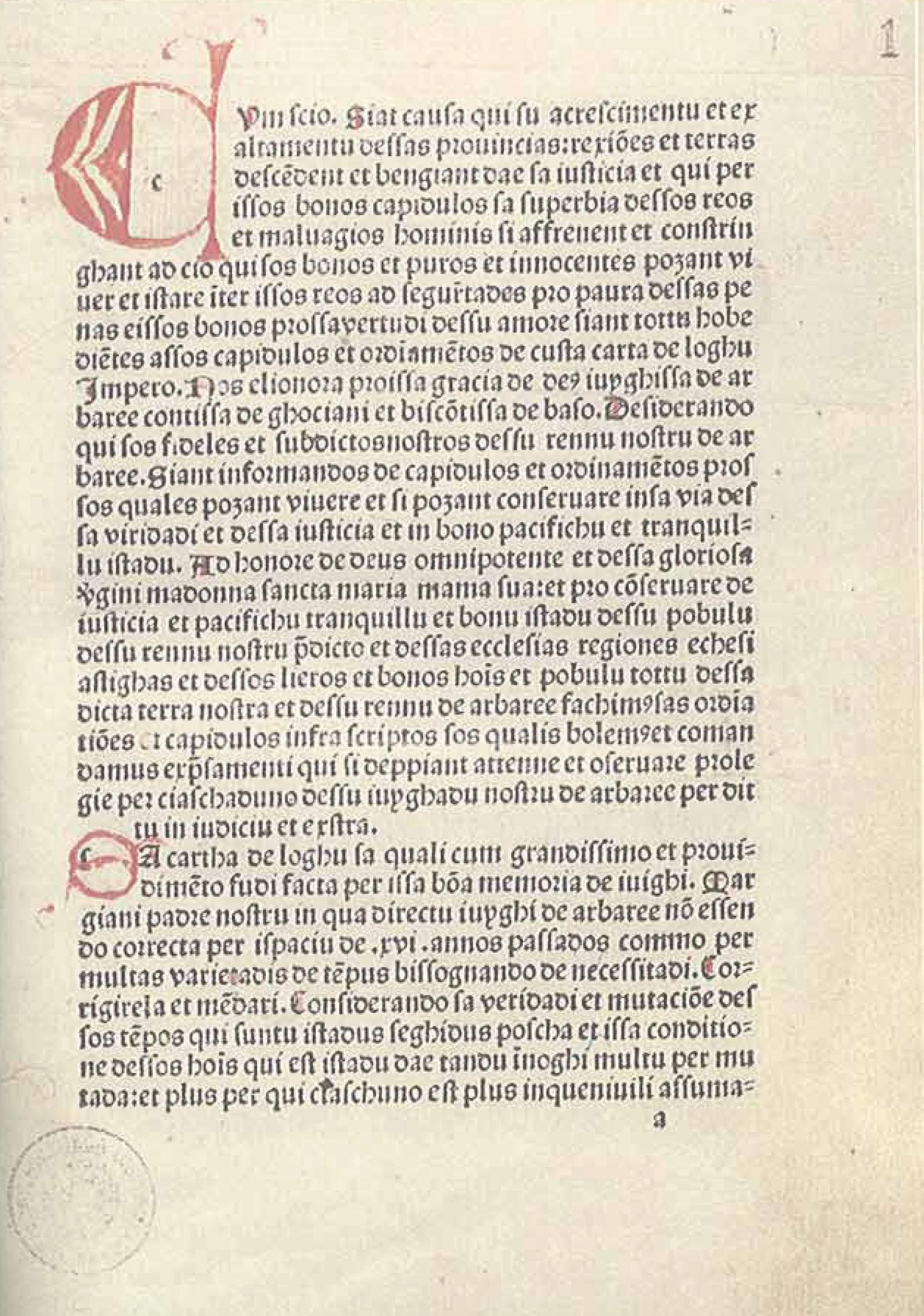
De eerste bladzijde van de Carta de Logu

## Wetgeving
Hoe belangrijk Marianus is geweest voor de geschiedenis van Sardinië in de dertiende eeuw, blijkt uit de talrijke wetgeving door hem uitgevaardigd tijdens zijn lange regeerperiode. De eerste bekende wet is de Carta del Goceano (omstreeks 1340) waarin speciale privileges werden toegekend aan personen die zich in het dorp van het kasteel (de huidige gemeente Burgos) vestigden, dat op dat moment ontvolkt was geraakt. De belangrijkste en bekendste wetgeving van zijn hand was de zogenoemde Codice rurale (landbouwwet), uitgevaardigd tussen eind jaren vijftig en begin jaren zestig van de dertiende eeuw. Het wetboek bestond uit 66 hoofdstukken en behandelde hoofdzakelijk steunregelingen voor de ontwikkeling van de landbouw op Sardinië en precieze regels omtrent het agrarische leven in de provincie Arborea. Na het overlijden van Marianus en de troonbestijging van zijn dochter Eleonora, werd de wetswijziging opgenomen in het wetboek, de bekende Carta de Logu.

## Mecenaat
Marianus geniet ook bekendheid als een belangrijke mecenas van de Sardijnse kunst. Tijdens zijn bewind liet hij verschillende kunstwerken in de provincie Arborea bouwen of bestaande werken restaureren, zoals de kathedraal van Oristano die hij in de jaren zestig van de dertiende eeuw opnieuw liet bouwen in de Gotisch-Catalaanse stijl. Daarnaast is Marinaus de enige vorst van Arborea waar een portret van bestaat, als jonge Marianus, in de polyptiek van de kerk San Nicola in de gemeente Ottana. Ook is Marianus te zien in een fragment van een fresco in het klooster Santa Chiara in Oristano, dat gesticht werd door zijn broer Peter III. Hierop is te zien hoe Marianus zijn erfgenaam Hugo voor bescherming aanbiedt aan de non Clara van Assisi. Op de bovendorpel van de kerk San Serafino in de gemeente Ghilarza zijn enkele figuren gebeeldhouwd (ca. 1360), die bijeen zijn gekomen voor de afkondiging van de Codice rurale. Onder hen de rechter, zijn vrouw Timbora en hun oudste zoon Hugo. De historicus Francesco Cesare Casula ontdekte in 1981 in de vier hangende kraagstenen van de apsis van de kerk San Gavino Martire in San Gavino Monreale de beeltenissen van Marianus, zijn kinderen Hugo en Eleonora en zijn schoonzoon Brancaleone Doria. De familie van de rechter verbleef inderdaad regelmatig in het nabijgelegen kasteel Monreale. Een andere interessante ontdekking betrof de vier vermeende Arborense denarii (met de heraldische ontwortelde boom erop gegraveerd). Men dacht dat de provincie Arborea geen eigen munten had en dat er alleen Aragonese munten in omloop waren. Maar volgens sommigen waren de denarii geslagen tijdens de regeerperiodes van Marianus en Hugo III. Er zijn echter geen documenten om deze theorie te bewijzen.

## Huwelijk en kinderen
Marianus en zijn vrouw Timbora di Roccaberti kregen vier kinderen:
- Hugo (1337 - 1383): het eerste kind en de enige zoon. Hij werd later rechter van Arborea. Hugo werd gedood in een hinderlaag in Oristano samen met zijn dochter Benedetta op maart 1383.
- Beatrice (1342/43 - 1377): trouwde met Burggraaf Aimeric VI van Narbonne. De laatste rechter van Arborea, de Franse Willem, is een afstammeling van haar.
- Onbekend (1343 - 1343/46/47): van dit meisje is geen naam bekend. Het overlijden vond plaats tussen 1343 en 1347. Haar overlijden wordt genoemd in een brief van haar aangetrouwde tante Sibilla van Moncada aan haar moeder Timbora.
- Eleonora (1347 - 1403): zij werd regentes voor haar twee zonen, en kondigde een herziening van haar vaders wetten af, de bekende Carta de Logu.

De kinderen werden enkele jaren na elkaar geboren in de Spaanse plaats Molins de Rei, toen hij nog graaf van Marmilla en van Goceano was, dus nog vóórdat hij de troon besteeg van Arborea (1347). Vervolgens woonde het gezin in Oristano en in het kasteel van Goceano.
Volgens Bianca Pitzorno trouwde Beatrice in 1361 met Aimeric VI van Narbonne (1341-1388). Uit haar testament kan men opmaken hoe groot en waardevol haar bruidsschat was. Aan de hand van een brief van Aimeric aan koning Peter IV van Aragon, kan worden vastgesteld dat Aimerics vrouw Beatrice Marianus' inderdaad tweede kind was - zij droeg ook de naam van de voorvader van haar moeder - en dat Eleonora de jongste dochter was. Na de dood van zijn zwager Hugo in 1383, claimde burggraaf Aimeric in zijn brief dan ook de troon van Arborea ten gunste van zijn eigen zoon, die ook Aimeric heette.
Na de dood van Marianus werd zijn troon geërfd door zijn zoon Hugo. Na de moord op Hugo in 1383 eigende zijn jongste zus Eleonora zich onrechtmatig de troon van Oristano toe als regentes voor haar twee kinderen. Volgens de wetten inzake troonopvolging die destijds van kracht waren, behoorde de troon in feite toe aan de zonen van Beatrice en Aimeric VI van Narbonne.
Toen de zonen van Eleonora stierven zonder erfgenamen achter te laten, kwam het erfgoed van de Arborea terecht bij Willem III, de oudste zoon van Willem II van Narbonne en Guèrine Beaufort-Rogier-Canillac. Met Willem III eindigde de belangrijkste familietak van de dynastie van de Arborea.

## Wapenschilden
Om verschillende redenen die te maken hadden met de geopolitieke orde van Sardinië, zag Marianus zich tijdens zijn leven meer dan eens genoodzaakt zijn blazoen te veranderen. Kort nadat koning Peter IV van Aragón hem de titel van Graaf van Goceano en Marmilla had toegekend, voegde de toekomstige rechter de vier Catalaanse strepen toe afgewisseld met vijf gouden strepen boven de ontwortelde boom van Arborea als symbool van zijn ondergeschiktheid aan de Aragonese vorsten. Iets meer dan een jaar voor het uitbreken van de Sardijns-Catalaanse oorlog liet Marinus de vier Catalaanse strepen onder de Arborense boom plaatsen. Dit wordt bevestigd in de processtukken van het zogenaamde Proces tegen de Arborea (Proceso contra los Arborea). Het jaar daarop, tijdens de meest heftige periode van het conflict, liet Marinus de strepen geheel verwijderen.

Wapen van Marinus IV als Graaf van Goceano en rechter van Arborea tijdens de eerste jaren van zijn bewind (1339-1352)
Wapen gebruikt door de rechter in de periode vlak voor de Sardijns-Catalaanse oorlog (1352-1353)
Wapen gebruikt door Marinus IV als rechter (1353-1375)